# Historia de Ganyá

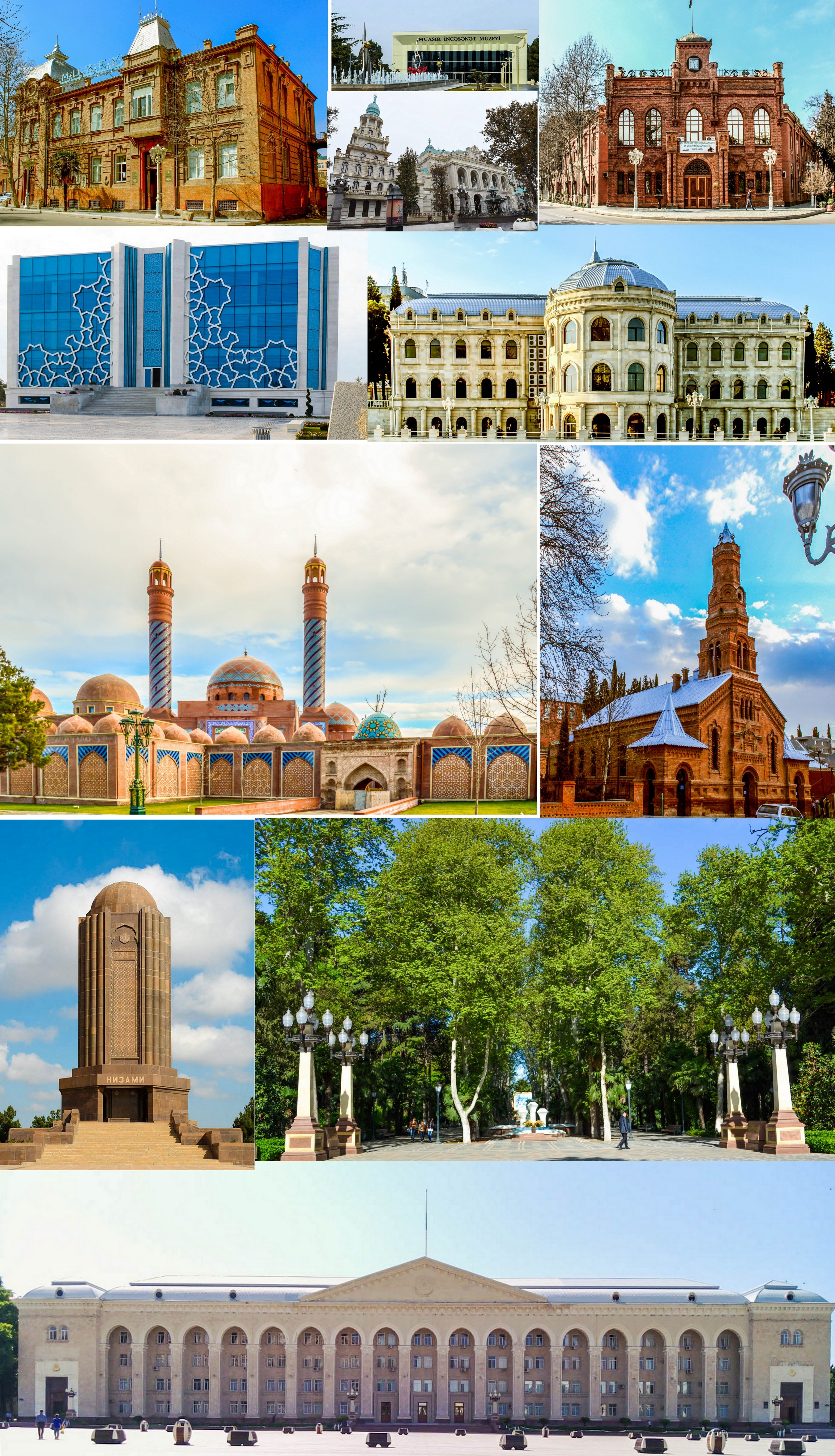
Ganyá

La historia de Ganyá es la narración cronológica y demostrable de los acontecimientos del pasado en el actual territorio de Ganyá, país ubicado en Azerbaiyán.

## Fundación
Según una las opiniones de la fundación de Ganyá la ciudad fue fundada en los años 659-660, en el tiempo de la invasión de los árabes. Según la otra opinión la ciudad fue fundada en 859 con el nombre de Tarik Bab al-Abwad, sobre las ruinas de la antigua capital de Azerbaiyán, conocidas como Takht i Sulaymán. En los años de gobernanza de Fadlun I (895-1030) la ciudad se fortaleció. Tras la decadencia de Bardha’a, Ganyá se convirtió en capital de Arrán con la dinastía shaddadí hacia 952.

## Siglos XI-XX
Tomada por el sultán Malik Shah, su hijo Muhámmad recibió Ganyá como feudo. En 1138 un terremoto destruyó Ganyá y mató a miles de personas.
El rey Demetrio I de Georgia la saqueó en 1139 llevándose las Puertas de Ganyá que actualmente se encuentran en el Monasterio de Gelati cerca de Kutaisi. 
Durante los siglos siglo XII-siglo XIII Gəncə, como la segunda capital de los Ildiguizíes, floreció.
En el siglo XIII Ganyá fue reconstruida por el sultán Kara Sunkur. 
Durante los siglos XVI-XVIII Gəncə formó parte del Imperio safávida y fue el centro de la provincia de Karabaj.
En 1583 el khan Imán Kuli fue derrotado por los turcos, que ocuparon la ciudad en 1588, siendo recobrada por los persas en 1606. 
La mezquita principal de la ciudad, Mezquita Djuma fue construida en 1620 por shah Abbás I. En 1723 Ganyá fue ocupada de nuevo por los turcos, y recobrada por Nadir Shah en 1735.

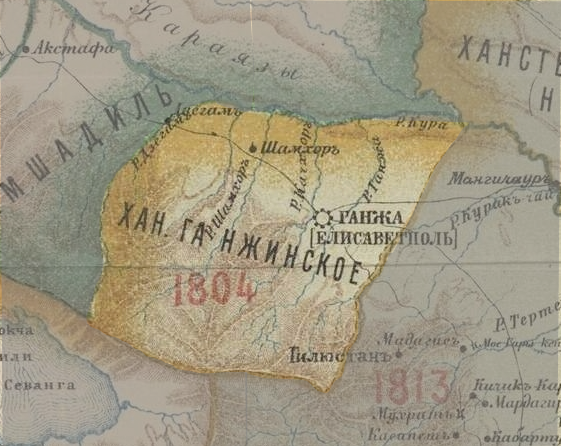
Kanato de Ganyá en el Caucaso 1801-1813

Entre 1747 y 1805 en el territorio de Ganyá de Azerbaiyán existió Kanato de Ganyá.
El general ruso Pável Tsitsiánov la conquistó Ganyá el 3 de enero de 1804, y fue formalmente cedida al Imperio ruso en el Tratado de Gulistán (1813). 
Desde 1804 Ganyá ha sido llamada Elizavétpol (en homenaje a la esposa de Alejandro I, Elizaveta Alekséievna). En 1806 en Ganyá fue establecido el tribunal del distrito y en 1824 policía.  En 1840 se abolió el régimen del comandante. Ganyá ha sido el centro del condado y formó parte de la gubernia georgiana de Imereti. En 1868 ha sido el centro de nueva gubernia de Elizavétpol. La gobernación de Elizavétpol se establece en 1868, y se forma de partes de la gobernación de Bakú y de la gobernación de Tiflis. Esto abarca los territorios de los antiguos Kanato de Ganja, Kanato de Shaki y Kanato de Karabaj.
En 1883 Ganyá fue unida con Bakú, Tiflis y Batumi por el ferrocarril.
En los años soviéticos Ganyá (Kirovabad) fue el segundo centro industrial y cultural de Azerbaiyán después de Bakú. Desde 1933 hasta 1976 en la ciudad funcionaban los tranvías. 

## SiglosXX-XXI
Ganyá fue la capital provisional de la República porque Bakú estaba bajo control bolchevique hasta 1919. El 5 de junio de 1918 el ejército turco entró en Elizavetpol. El 6 de junio las unidades armadas del Consejo de Bakú de los comisarios populares lanzaron una ofensiva contra Elizavetpol. El gobierno azerbaiyano solicitó la asistencia militar de Turquía basándose en el acuerdo último. El 16 de junio de 1918 el gobierno azerbaiyano se mudó de Tiflis a Elizavétpol. El 17 de junio, el primer gobierno de la República se disolvió y fue formado el segundo gobierno. El 30 de junio Elizavetpol fue denominado como lo era históricamente, Ganyá. El 17 de septiembre el gobierno se mudó de Ganyá a Bakú.
En 1935 adoptó formalmente el nombre Kirovabad en honor al héroe soviético S. M. Kírov. Recuperó su antiguo nombre después de 1989.
Actualmente en Ganyá funciona el aeropuerto civil, que en 2007 obtuvo el estatuto del internacional. 
El 21 de noviembre de 2013 resultó elegida como Capital Europea de la Juventud en 2016. 
El 5 de octubre de 2020 dijo que la ciudad de Ganyá fue atacada desde el territorio de la región de Berd de Armenia. El 11 de octubre de 2020 alrededor de las 02:00 de la noche en la parte central de Ganyá fue atacado por las fuerzas armadas armenias, 10 personas, incluidas 4 mujeres, murieron como resultado del lanzamiento de cohetes.